# Бергерш, Элизабет, 3-я баронесса Бергерш
Элизабет Бергерш (англ. Elizabeth Burghersh; приблизительно 1342 — 26 июля 1409) — английская аристократка, 3-я баронесса Бергерш в своём праве (suo jure) с 1369 года. Единственный ребёнок Бартоломью Бергерша, 2-го барона Бергерша, и Сесили Уайленд, наследница обширных владений в Кенте и Сассексе. Стала женой Эдуарда ле Диспенсера, 5-го барона Диспенсера. В этом браке родились:
- Энн (1358 — 30/31 октября 1426), жена Хью Гастингса из Элсинга (умер в 1386) и Томаса Морли (умер 24 сентября 1416/1417), 4-го барона Морли[3];
- Сесили (умерла во младенчестве);
- Маргарет (1360—1411), жена Роберта Феррерса (31 октября 1357 или 1359 — 12/13 марта 1413), 5-го барона Феррерса из Чартли;
- Элизабет (1367 — 10/11 апреля 1408), жена Джона Фицалана (1365—1391), лорда Мальтраверса, и Уильяма Ла Зуша (до 1342 — 13 мая 1396), 3-го барона Зуша из Харингуорта[4];
- Эдуард;
- Томас (22 сентября 1373 — 17 января 1400), 2/6 барон ле Диспенсер с 1375, граф Глостер с 1397[5];
- Хью (умер в 1424).

Элизабет пережила старшего сына, так что её наследником стал внук — Ричард ле Диспенсер.